# Köstritzer Schwarzbier

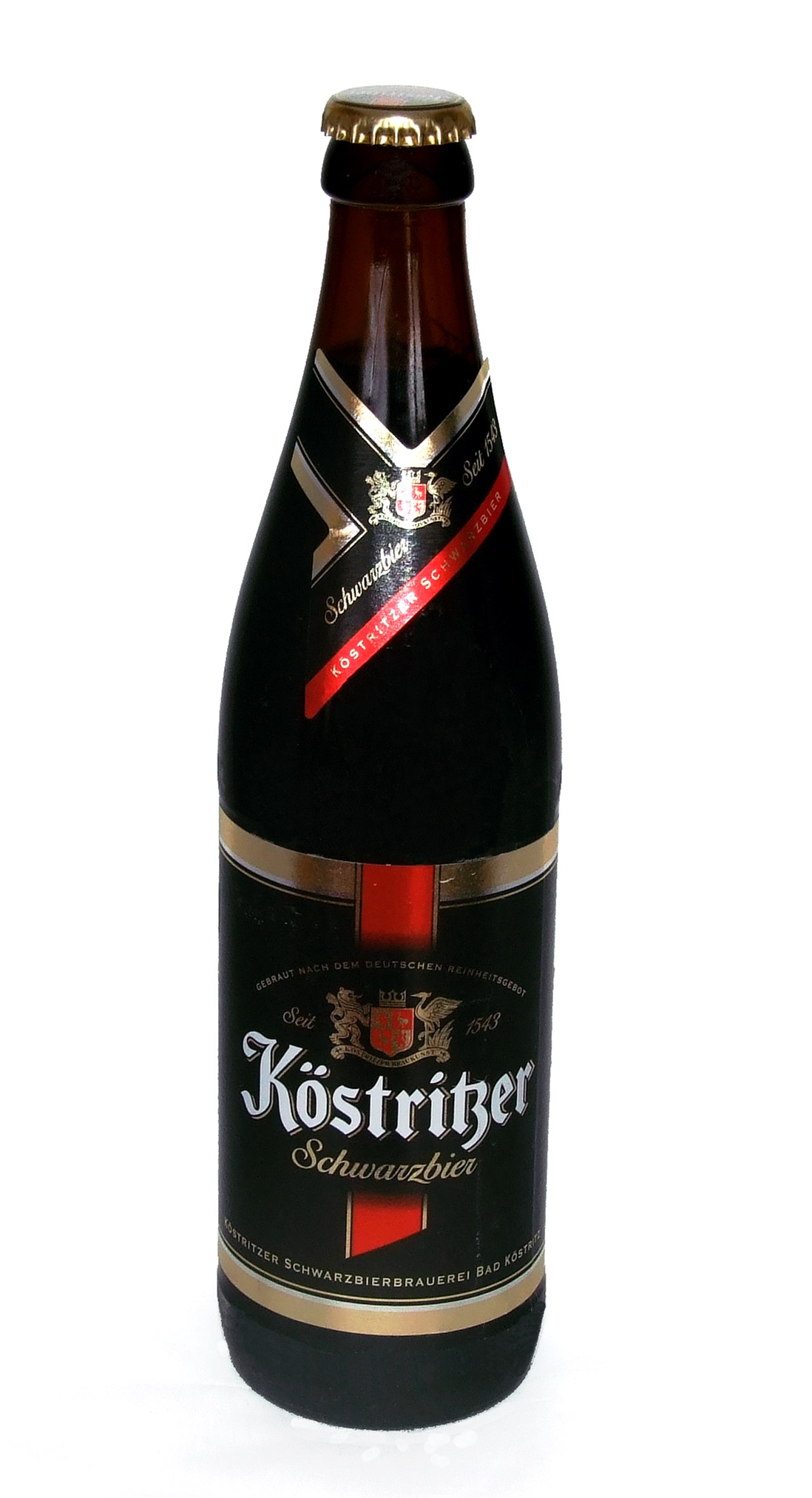
Köstritzer Schwarzbier

Köstritzer Schwarzbier es una cerveza negra de baja fermentación. Es producida desde 1543 por la cervecería Köstritzer Schwarzbierbrauerei, en el estado alemán de Turingia. Es una de las cervezas más famosas de la región y la líder de entre las de su tipo en Alemania.
Su contenido en alcohol es del 4,8 %.